# União Soviética nos Jogos Olímpicos de Verão de 1980
A União Soviética competiu nos Jogos Olímpicos de Verão de 1980, realizados em Moscou, União Soviética.